# Frank Moss (jurist)
Frank Moss, född 16 mars 1860 i Cold Spring, New York, död 5 juni 1920 i New York, var en amerikansk jurist, författare och politisk aktivist. Som biträdande distriktsåklagare åt distriktsåklagaren i Manhattan Charles S. Whitman var han med om flera betydande brottsfall, inte minst rättegången mot polisen Charles Becker som befanns skyldig till mord och avrättades.
Moss var en reformist som redan under studietiden vid City College blev aktiv i organisationer som sysslade med brottsbekämpning i New York. Han gick även med i republikanerna. Tidigt under juristkarriären blev Moss ordförande för City Vigilance League och Society for the Prevention of Crime. Han skrev den 1897 utkomna boken The American Metropolis from Knickerbocker Days to Present Time om New York Citys historia.
Moss fick ett rykte om att vara en aggressiv och effektiv åklagare. Ledaren för Tammany Hall, Richard Croker, förhördes av honom och medgav sin korruption i repliken "I am working for my pocket all the time, just like you, Mr. Moss."
Moss blev 1909 biträdande distriktsåklagare. Han hjälpte sin chef Charles S. Whitman i undersökningen mot polisen Charles Becker som anklagades för att ha beordrat mordet på hasardspelaren Herman Rosenthal. För första gången i USA:s historia fick en polis dödsstraff för mord.